# Robert Ljubičić
Robert Ljubičić (Beč, 14. srpnja 1999.) austrijsko-hrvatski je nogometaš koji igra na pozicijama lijevog beka i veznog. Trenutačno igra za AEK Atenu.

## Klupska karijera

### Rana karijera
Tijekom svoje omladinske karijere igrao je za austrijske klubove Favoritner, Rapid Beč, Wiener Sportklub i AKA St. Pölten.

### SKN St. Pölten
U siječnju 2018. prešao je iz AKA St. Pölten u SKN St. Pölten. Za SKN St. Pölten debitirao je i pritom postigao jednu asistenciju 12. svibnja u utakmici austrijske Bundeslige u kojoj je SC Rheindorf Altach poražen 1:3. Postigao je pogodak osam dana kasnije u svojoj drugoj utakmici za klub u kojoj je SKN St. Pölten dobio Austriju Beč 2:0. U Austrijskom nogometnom kupu debitirao je i postigao jedan pogodak u utakmici protiv kluba SK Maria Saal koja je završila 0:6. Dana 25. studenog Ljubičić je postigao gol i asistenciju u ligaškom susretu protiv FC Wacker Innsbrucka te je tako sudjelovao u postizanju jedina dva gola na utakmici. Postigao je jedan gol i dvije asistencije 27. lipnja 2020. u ligaškom susretu protiv Austrije Beč koji je završio 2:5.

### Rapid Beč
Dana 8. ožujka 2021. objavljeno je da će tijekom ljeta Robert Ljubičić prijeći u Rapid Beč nakon tri sezone provedene igrajući za SKN St. Pöltenu. Njegov stariji brat Dejan tada je bio klupski kapetan, no idući mjesec je objavljeno da će on prijeći u 1. FC Köln.
Za Rapid Beč je debitirao i pritom asistirao u kvalifikacijskoj utakmici za UEFA Ligu prvaka 2021./22. protiv Sparte Prag koju je Rapid Beč dobio 2:1. Ljubičić nije nastupao u uzvratnoj utakmici jer je bio pozitivan na COVID-19 te je Rapid Beč ispao izgubivši 2:0. U austrijskoj Bundesligi debitirao je 22. kolovoza kada je Rapid Beč pobijedio SV Ried 3:0. Ljubičić je na toj utakmici jednom bio strijelac i asistent. U Austrijskom nogometnom kupu debitirao je 23. rujna kada je klub FC Admira Wacker Mödling izgubio 1:2 u produžetcima. Sedam dana kasnije Ljubičić je ostvario debi u UEFA Europskoj ligi 2021./22. Tu utakmicu dobio je West Ham United 2:0. Svoj prvi i jedini gol za Rapid Beč u tom natjecanju postigao je 9. prosinca kada je K.R.C. Genk poražen s minimalnih 0:1.

### Dinamo Zagreb
Dana 13. lipnja 2022. Ljubičić je postao igračem zagrebačkog Dinama. Za Dinamo je debitirao 26. lipnja u prijateljskoj utakmici protiv sjevernomakedonske Škendije koja je poražena 0:3. Dva dana kasnije u svojoj drugoj utakmici za klub, također prijateljskoj, Ljubičić je postigao gol protiv slovenskog kluba Nafta 1903 koji je izgubio susret s rezultatom 3:0. Prvu službenu utakmicu za Dinamo odigrao je 9. srpnja kada je Dinamo u utakmici Hrvatskog nogometnog superkupa dobio Hajduk Split na penale. U HNL je debitirao 15. srpnja kada je Lokomotiva Zagreb poražena 3:2. U UEFA Ligi prvaka debitirao je 6. rujna kada je Dinamo pobijedio Chelsea 1:0. U Hrvatskom nogometnom kupu debitirao je 27. rujna 2022. kada je klub Borinci Jarmina izgubio 0:4. Svoj prvi klupski pogodak postigao je 11. listopada kada je Dinamo igrao 1:1 s RB Salzburgom u UEFA Ligi prvaka. Svoj prvi pogodak u Hrvatskom nogometnom kupu postigao je 1. ožujka 2023. kada je Dinamo u produžetcima pobijedio Lokomotivu Zagreb 3:1. Dana 1. travnja 2023. postigao je svoj prvi ligaški gol i to protiv Gorice s kojom je Dinamo igrao 1:1.

### AEK Atena
Prešao je u AEK Atenu 31. siječnja 2024. za iznos od 3,5 milijuna eura koji kroz bonuse može narasti na 5 milijuna eura. Za AEK Atenu debitirao je 4. veljače u ligaškoj utakmici protiv kluba Asteras Tripolis koji je poražen 4:2. Klupski prvijenac postigao je 18. veljače u ligaškoj utakmici protiv Kifisije koja je završila 3:0.

## Reprezentativna karijera
Ljubičić je 2019. igrao u dvjema utakmicama za hrvatsku nogometnu reprezentaciju do 20 godina. Naredne godine odigrao je jednu utakmicu za austrijsku nogometnu reprezentaciju do 21 godine. Odlučio je igrati za Austriju jer nije dobio poziv iz Hrvatske.
Dana 19. listopada 2022. objavljeno je da će Ljubičić predstavljati Hrvatsku na međunarodnoj razini.

## Osobni život
Njegov stariji brat Dejan austrijski je nogometni reprezentativac. Oboje su rođeni u Austriji, a roditelji su im bosanski Hrvati iz Busovače.

## Priznanja

### Klupska
Dinamo Zagreb
- HNL (2): 2022./23., 2023./24.
- Hrvatski nogometni superkup (1): 2023.

## Vanjske poveznice
- Profil, Austrijski nogometni savez (njem.)
- Profil, Hrvatski nogometni savez
- Profil, Transfermarkt (engl.)